# The Beatles 1968 Christmas Record
The Beatles 1968 Christmas Record (englisch Die 1968er Weihnachtsplatte der Beatles) ist eine Flexi-Disk der britischen Band The Beatles, die der Fanclub der Band am 20. Dezember 1968 exklusiv an seine Mitglieder versandte. Es war die sechste Weihnachtssingle der Beatles.

## Hintergrund
The Beatles 1968 Christmas Record war die erste Weihnachtssingle der Beatles, die doppelseitig abspielbar ist, die separat aufgenommen wurde und an der George Martin als Produzent nicht mehr beteiligt war.
Paul McCartney kündigte im New Musical Express an, dass die nächste Weihnachtssingle der Beatles unveröffentlichte Lieder der Gruppe enthalten wird. Diese Idee wurde aber nicht realisiert.
Die Single wurde eine Collage aus Geräuschen, musikalischen Schnipseln und individuellen Botschaften und Gedichten. Paul McCartney spielt das Lied Happy Christmas, Happy New Year mit Gitarrenbegleitung und John Lennon trägt die Gedichte Jock and Yono und Once Upon a Pool Table vor. McCartney wünscht den Fans „Frohes Neues Jahr, frohe Weihnachten, frohe Ostern, glücklichen Herbst, glückliche Michelmas, ev'rybody“. Lennons Gedicht Jock and Yono beschreibt die Beziehung zu Yoko Ono und ihre Anfeindungen dritter gegen das Paar, Yoko Ono spielt dabei im Hintergrund Klavier. Once Upon a Pool Table ist surreal und erzählt die Geschichte eines „kurzhaarigen Metzgerjungen auf dem Weg von Ostergrad“. Ringo Starr spielt einen Ein-Mann-Comedy-Sketch und führt mit sich ein Telefongespräch in einer „überdrehten“ Stimme.
Es folgt eine Interpretation von Nowhere Man in einer zittrig wirkenden Falsettstimme des Ukulele-spielenden Tiny Tim, die George Harrison in New York aufgenommen hatte. Harrison stellt Tiny Tim vor und verabschiedet ihn mit den Worten „Danke und Gott segne dich, Tiny“. Ebenfalls auf der Single enthalten ist ein Ausschnitt vom schneller abgespielten Helter Skelter und ein kurzer Ausschnitt von Perrey & Kingsleys Baroque Hoedown. Ob-La-Di, Ob-La-Da, Yer Blues und Birthday sind ebenfalls im Hintergrund zu hören.

## Aufnahme
Jeder Beatle nahm seinen Part laut Coverrückseite im November und wahrscheinlich im Dezember 1968 alleine auf, überwiegend zu Hause, und übergab die Bänder an Kenny Everett, einen populären Radio-Discjockey von BBC Radio 1. Die Dialoge und Lieder für die Flexi-Disk wurden von Everett geschnitten und zusammengefügt. Er fügte noch diverse Soundeffekte und Geräusche hinzu.
Besetzung:
- John Lennon: Sprache
- Paul McCartney: Gitarre, Sprache, Gesang
- George Harrison: Sprache
- Ringo Starr: Sprache
- Tiny Tim: Ukulele, Gesang
- Mal Evans: Sprache
- Yoko Ono: Klavier

## Cover
Es ist nicht dokumentiert, wer für die Gestaltung des britischen Schallplattencover verantwortlich war. Die US-amerikanische Version hat ein modifiziertes Cover der 1967er britischen Weihnachtssingle Christmas Time Is Here Again! 

## Titel
Seite 1
1. Ringo – Ob-La-Di, Ob-La-Da
2. Paul – Happy Christmas, Happy New Year
3. Helter Skelter
4. Jock and Yono
5. George Harrison: Monolog

Seite 2
1. Ringo Starr: Sketch
2. Happy Christmas, Happy New Year (Reprise)
3. Once Upon a Pooltable
4. George Harrison und Tiny Tim / Nowhere Man
5. Finale

## Veröffentlichungen
- Am 20. Dezember 1968 wurde die Flexi-Disk an die Mitglieder des Beatles-Fanclubs versandt. Die Herstellerfirma war Lyntone Recordings.
- Eine weitere Veröffentlichung der Aufnahme fand am 18. Dezember 1970 statt, als sie gemeinsam mit allen weiteren Weihnachtsaufnahmen auf dem Album The Beatles Christmas Album erschien, das ebenfalls nur an Fanclubmitglieder versandt wurde.
- Am 15. Dezember 2017 wurden erstmals offiziell Nachpressungen der sieben britischen Weihnachtssingles in einer limitierten Box mit dem Titel Happy Christmas Beatle People! veröffentlicht. Statt als Flexidiscs wurden sie auf buntem Vinyl gepresst, das Artwork wurde den Originalcovern nachempfunden. In den Liner Notes sind unter anderem die damaligen Begleitschreiben der Beatles an die Fanclubmitglieder abgedruckt.[2]